# Maria Stuarda

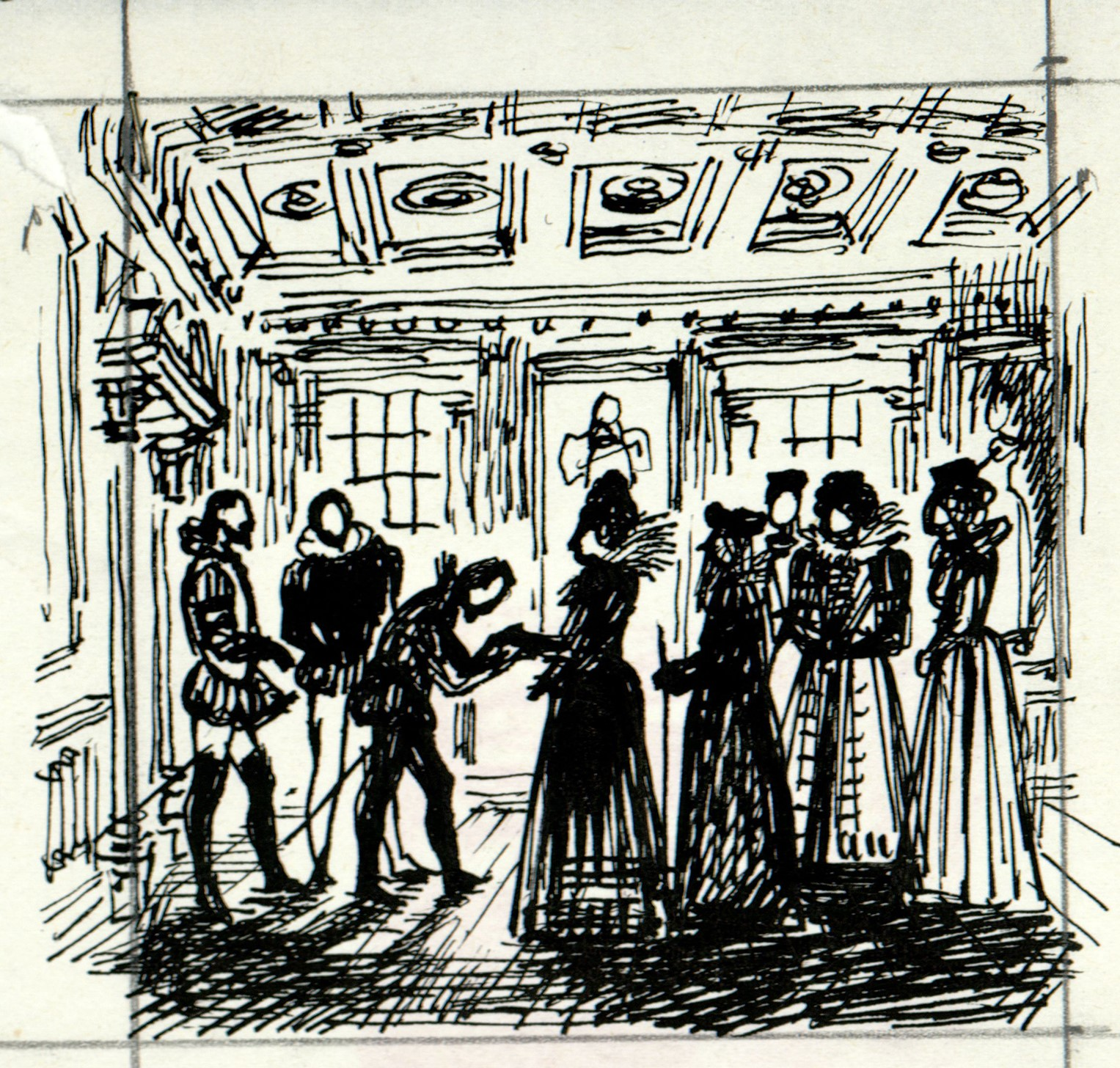
Tekenig voor Maria Stuarda van Guido Crepax.

Maria Stuarda ("Maria Stuart") is een opera van Gaetano Donizetti op een libretto van Giuseppe Bardari. De opera is is gebaseerd op het toneelstuk Maria Stuart van Friedrich Schiller en verhaalt het leven en de tragische dood van Maria I van Schotland, die koningin van Schotland was van 1542 tot 1567, en in 1587 in Engeland ter dood gebracht werd. Wegens de censuur werd de eerste opvoering gegeven onder de titel Buondelmonte, met een door Pietro Salatino en de componist herzien libretto in het Teatro San Carlo te Napels op 18 oktober 1834. Pas ruim een jaar later, op 30 december 1835 beleefde hij onder de oorspronkelijke titel - maar met aanzienlijke wijzigingen - zijn première in het Teatro alla Scala in Milaan. Het is een van de drie koninginnenopera's.

## Synopsis
Er wordt een toernooi gehouden ter ere van de Franse ambassadeur, die gekomen is namens de koning van Frankrijk, om de hand van koningin Elizabeth I van Engeland (mezzosopraan) te vragen. Elisabetta ziet de politieke voordelen van het voorgestelde huwelijk, maar wordt heen en weer geslingerd tussen haar liefde voor de graaf van Leicester (tenor) en haar plicht aan haar onderdanen. Giorgio Talbot (bariton) neemt de gelegenheid te baat om gratie te verzoeken voor Maria Stuart (sopraan), maar Cecil (bas) maant de koningin haar naar het schavot te sturen.
Roberto, graaf van Leicester, treedt binnen en Elisabetta vertrouwt hem een ring toe, met het verzoek deze naar de Franse ambassadeur te brengen en hem te vertellen dat zij het aanzoek aanneemt, maar met behoud van het recht zich terug te trekken. Leicester schijnt onbewogen, dit tot grote ergernis van de koningin.
Wanneer de koningin vertrokken is, spreken Leicester en Talbot vertrouwelijk met elkaar. Talbot zegt dat hij op Forteringa (Fotheringhay) is geweest en koningin Maria heeft gesproken. Hij geeft hem een brief en een portret van Maria. De graaf leeft op bij zijn herinneringen aan Maria, en zweert dat hij haar zal bevrijden, of anders met haar sterven.
Wanneer Talbot weg is, ontmoet Leicester de koningin opnieuw en zij bemerkt zijn opgelatenheid. Ze geeft lucht aan het vermoeden dat Leicester en Talbot met Maria Stuarda sympathiseren. Leicester wordt gedwongen haar brief aan de koningin te geven. Ze leest hierin dat Maria om een onderhoud met Elisabetta verzoekt. Ze lijkt geroerd, maar ze vraagt hem uit over zijn gevoelens voor de Schotse koningin. Hij ontkent dat hij verliefd op haar is, maar hij beschrijft haar schoonheid met zo'n passie dat haar argwaan toeneemt. Ze stemt echter toe in een onderhoud.
Vergezeld van haar vertrouwelinge Anna (mezzosopraan), wandelt Maria door de tuinen van Forteringa Castle. Ze beklaagt zich over het gedwongen vertrek uit haar geliefde Frankrijk. Ze hoort jachthoorns en beseft dat Elisabetta in de buurt aan het jagen is. De gedachte aan een ontmoeting met de koningin overmant haar, en ze besluit weg te gaan. Dan treedt Leicester op en die vertelt dat de koningin een onderhoud toestaat. Maria is verheugd, maar de gedachte aan nederigheid tegenover Elisabetta doet haar de moed weer in de schoenen zinken. Leicester verzekert haar echter dat er geen reden voor paniek is.
De koningin is wat verstoord door de gedachte aan een ontmoeting met haar rivale, en wanneer Talbot Maria bij haar brengt wil ze in eerste instantie niet met haar praten. Maria zet haar trots opzij en knielt voor Elisabetta, haar om vergeving en genade smekend, maar Elisabetta tergt en bespot haar, en wanneer Leicester verzoenend probeert op te treden richt zij haar minachting ook op hem. Maria verdraagt het niet langer en slingert een paar diepe beledigingen naar de koningin. Ze roept de wacht en geeft de order Maria te arresteren, en in haar woede bijt ze Maria toe zich vast op haar dood voor te bereiden. Talbot, Leicester en Anna zijn geschokt; Cecil lacht in zijn vuistje.
Elisabetta aarzelt het doodvonnis van Maria te tekenen, maar Cecil verzekert haar dat het de beste oplossing is. Elisabetta uit haar twijfel en haar angsten, maar Cecil probeert die te sussen. Leicesters binnenkomst doet haar besluiten en ze tekent het executiebevel. Triomfantelijk zwaait ze ermee naar Leicester, en wanneer deze om genade smeekt, beveelt ze dat hij bij de executie aanwezig moet zijn.
Op Forteringa herinnert Maria zich Elisabetta's woede en ze vreest voor Leicesters veiligheid. Cecil en Talbot komen het doodvonnis aankondigen. Wanneer Cecil weg is, vertelt Talbot dat hij als biechtvader gekomen is. Dankbaar stort ze haar hart uit en Talbot belooft voor haar te zullen bidden.
Maria's vrienden hebben zich verzameld in een kamer naast de executieruimte. Ze uiten hun afschuw over het blok en de bijl. Anna smeekt hen Maria's droefheid niet te verergeren met die van hen. Maria treedt binnen en vraagt hen te bidden. Een kanonschot klinkt, wat de executie aankondigt. Cecil komt binnen en vertelt Maria dat Elisabetta haar nog enkele laatste wensen toestaat. Ze vraagt of Anna haar naar het schavot mag vergezellen, wat is toegestaan. Ze vraagt Cecil Elisabetta te laten weten dat ze haar vergeven heeft, en dat ze voor haar en Brittannië zal bidden. Het tweede kanonschot klinkt, en Maria vraagt Leicester haar met zijn liefde te ondersteunen. Bij het derde kanonschot gaat ze haar dood tegemoet.

## Geselecteerde opnamen
| Jaar | Cast (Maria, Elisabeta, Leicester, Talbot)                           | Dirigent, operagezelschap en orkest                                | Label                                                                            |
| ---- | -------------------------------------------------------------------- | ------------------------------------------------------------------ | -------------------------------------------------------------------------------- |
| 1971 | Beverly Sills, Eileen Farrell, Stuart Burrows, Louis Quilico         | Aldo Ceccato, London Philharmonic Orchestra, John Aldis Choir      | Audio CD: Deutsche Grammophon Cat: 289 465961-2 (Deel van de "3 Queens" box set) |
| 1975 | Joan Sutherland, Huguette Tourangeau, Luciano Pavarotti, Roger Soyer | Richard Bonynge, koor en orkest van het Teatro Comunale di Bologna | Audio CD: Decca Records Cat:00289 425 4102                                       |
| 1982 | Dame Janet Baker, Rosalind Plowright, David Rendall, Alan Opie       | Charles Mackerras, koor en orkest van de English National Opera    | Audio CD: Chandos Records Cat: CHAN 3017(2)                                      |
| 1989 | Edita Gruberova, Agnes Baltsa, Francisco Araiza, Simone Alaimo       | Giuseppe Patanè, Münchner Rundfunkorchester                        | Audio CD: Phillips Cat: 426233-2                                                 |